# الكوكب V
الكوكب V هو كوكب أرضي خامس افتراضي. افترضه علماء ناسا جون تشامبرز وجاك ليزاوير على أنه كان موجودًا بين المريخ وحزام الكويكبات. في فرضيتهم، بدأ القصف الشديد المتأخر في الدهر الجهنمي بعد الاضطرابات من الكواكب الأرضية الأخرى التي تسببت في عبور مدار الكوكب V إلى حزام الكويكبات. قدم تشامبرز وليزاوير نتائج الاختبارات الأولية لهذه الفرضية خلال المؤتمر الثالث والثلاثين لعلوم القمر والكواكب، الذي عقد في الفترة من 11 إلى 15 مارس 2002.